# Hoplia philanthus
Hoplia philanthus – gatunek chrząszcza z rodziny poświętnikowatych i podrodziny chrabąszczowatych. Zamieszkuje Europę i zachód Afryki Północnej.

## Taksonomia
Gatunek ten opisany został po raz pierwszy w 1775 roku przez Johanna Kaspara Füssliego pod nazwą Scarabaeus philanthus. Pod błędną nazwą Scarabaeus farinosus wyznaczony został gatunkiem typowym podrodzaju Hoplia (Decamera).
Wyróżnia się w jego obrębie dwa podgatunki:
- Hoplia philanthus gagates Bedel, 1911,
- Hoplia philanthus philanthus (Fuessly, 1775).

## Morfologia
Chrząszcz o ciele długości od 8 do 9 mm, ubarwionym czarno lub brunatnoczarno z jasnobrązowymi do ciemnobrunatnych pokrywami, rzadko lub stosunkowo gęsto porośniętym drobnymi, wydłużonymi, owalnymi łuskami barwy srebrzystej, niebieskawej lub brunatnawej.
Powierzchnię głowy pokrywa gęste, ziarniste punktowanie oraz porasta krótkie, jasne, odstające owłosienie. Nadustek jest ku przodowi zwężony i uniesiony.  Czułki są u samca zbudowane z dziesięciu, a u samicy z dziewięciu członów.
Przedplecze jest poprzeczne, najszersze tuż przed środkiem długości, o bokach lekko przed rozwartymi kątami tylnymi zakrzywionych. Wierzch przedplecza ma gęste, ziarniste punktowanie delikatniejsze niż głowa oraz takie jak głowa owłosienie. Tarczka jest nieco dłuższa niż szersza i w przedniej części ma boki równoległe. Pokrywy mają lekkie punktowanie, gęściej rozmieszczone łuski i bardziej rozproszone, krótkie włoski. Odnóża są czarne lub czarnobrunatne u samca, a czerwonobrunatne u samicy. Przednia para goleni ma krawędź zewnętrzną zaopatrzoną w trzy dobrze wykształcone zęby. Przednią i środkową parę stóp charakteryzuje pazurek wewnętrzny dwukrotnie dłuższy od zewnętrznego. Tylne golenie są dość długie. Stopy ostatniej pary mają pazurek przed wierzchołkiem rozszczepiony, co wyraźnie odróżnia gatunek od podobnego H. praticola.
Odwłok ma na sternitach, propygidium i pygidium łuski owalne, bardziej wydłużone i rzadziej rozmieszczone niż na pokrywach. Wierzchołek pygidium jest ścięty.

## Ekologia i występowanie

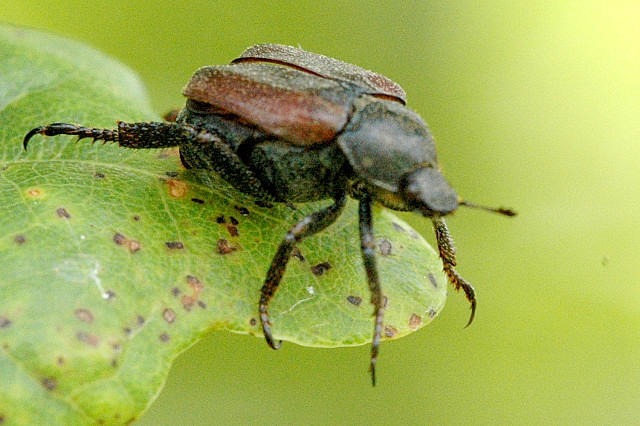
Imago na roślinie

Owad ten zasiedla łąki, skraje lasów, polany, brzegi rzek i jezior, pastwiska, sady i ogrody. Rozmieszczony jest od nizin po niższe położenia w górach. Cykl rozwojowy jest dwuletni. Osobniki dorosłe spotykane są od czerwca do sierpnia. Roją się w godzinach porannych. Najchętniej przysiadają na drzewach i krzewach owocowych, wierzchołkach pędów młodych sosen i źdźbłach traw. Pędraki rozwijają się w glebie, żerując na korzeniach traw; stanowią stadium zimujące.
Gatunek palearktyczny. Podgatunek nominatywny znany jest z Hiszpanii, Wielkiej Brytanii, Francji, Belgii, Holandii, Luksemburga, Niemiec, Szwajcarii, Liechtensteinu, Austrii, północnych Włoch, Danii, południowej Szwecji, Polski, Czech, Słowacji, Węgier, Białorusi, Ukrainy, Bułgarii, Chorwacji i Serbii. Na zachodzie Europy częstszy niż w centrum i na wschodzie. W Polsce podawany jest z dość nielicznych stanowisk rozproszonych w całym kraju. Podgatunek H. p. gagates notowany jest z Hiszpanii i Maroka.